# Arborella
Arborella (Alburnus arborella) – gatunek słodkowodnej ryby z rodziny karpiowatych (Cyprinidae), przez niektórych autorów uważany za podgatunek uklei pospolitej (A. alburnus) lub uklei białej (jako A. albidus alborella).

## Występowanie
Północne Włochy, Dalmacja i Jezioro Szkoderskie. Żyje gromadnie w wodach stojących i wolno płynących. Przebywa przy powierzchni wody.